# 中华镇 (宾阳县)
中华镇，是中华人民共和国广西壮族自治区南宁市宾阳县下辖的一个乡镇级行政单位。

## 行政区划
中华镇下辖以下地区：
育才村、上施村、蒙记村、新塘村、老卢村和三军村。